# Niru Havayi
 Niru Havayi est un quartier de l'est de Téhéran. C'est dans cette zone que se trouve la base aérienne Doshan Tappeh connu pour être le siège des forces aériennes du Shah et une école de formations de cadets. La base désormais entourée d'habitations est fermée.